# Spectroscopie d'émission
La spectroscopie d'émission est une méthode de spectroscopie dont le but est d'analyser quantitativement ou qualitativement des atomes ou des molécules. Cette spectroscopie utilise certains moyens pour exciter l'échantillon d'intérêt. Une fois les atomes ou les molécules excités, ils se détendront pour abaisser leur niveau d’énergie en émettant au même temps des rayonnements électromagnétiques.

## Sources d'excitation
L'émission de radiations par un échantillon a lieu quand il est excité thermiquement, électriquement ou par une source d'ondes électromagnétiques.

## Rayonnements émis
Les rayonnements électromagnétiques émis peuvent aller du visible jusqu'aux rayons X :
| Onde électromagnétique | Constituants excités de l’atome          | Spectroscopie              |
| ---------------------- | ---------------------------------------- | -------------------------- |
| Ultraviolet et Visible | Les électrons de valence (externes)      | Spectroscopie optique      |
| Rayons X               | Les électrons de cœur (proches du noyau) | Spectroscopie des rayons X |

## Typologie
La spectroscopie d'émission peut être atomique ou moléculaire. 
| Spectroscopie                        | Nom en français                                                          | Nom en anglais                         | Méthodes d'excitation et d'atomisation                                                           | Exemples | Détection                                         |
| ------------------------------------ | ------------------------------------------------------------------------ | -------------------------------------- | ------------------------------------------------------------------------------------------------ | --- | ------------------------------------------------- |
| Spectroscopie d’émission atomique    | Spectroscopie d’émission atomique (SEA)                                  | Atomic emission spectroscopy (AES)     | Arc électrique                                                                                   | Spectroscopie arc (arc atomic emission spectroscopy, en anglais)                                                                                         | Rayons électromagnétiques surtout UV-Visible émis |
| Spectroscopie d’émission atomique    | Spectroscopie d’émission atomique (SEA)                                  | Atomic emission spectroscopy (AES)     | Décharge électrique                                                                              | Spark atomic emission spectroscopy, en anglais | Rayons électromagnétiques surtout UV-Visible émis |
| Spectroscopie d’émission atomique    | Spectroscopie d’émission atomique (SEA)                                  | Atomic emission spectroscopy (AES)     | Flamme                                                                                           | Spectroscopie d'émission de flamme (SEF), encore appelée photométrie de flamme (flame emission spectroscopy, en anglais)                                 | Rayons électromagnétiques surtout UV-Visible émis |
| Spectroscopie d’émission atomique    | Spectroscopie d’émission atomique (SEA)                                  | Atomic emission spectroscopy (AES)     | DCP                                                                                              | Spectroscopie d’émission atomique à plasma à courant continu                                                                                             | Rayons électromagnétiques surtout UV-Visible émis |
| Spectroscopie d’émission atomique    | Spectroscopie d’émission atomique (SEA)                                  | Atomic emission spectroscopy (AES)     | MIP                                                                                              | Spectroscopie d’émission atomique à plasma à micro-ondes induits                                                                                         | Rayons électromagnétiques surtout UV-Visible émis |
| Spectroscopie d’émission atomique    | Spectroscopie d’émission atomique (SEA)                                  | Atomic emission spectroscopy (AES)     | ICP                                                                                              | Spectrométrie d'émission atomique à plasma à couplage inductif (SEA/ICP) (inductively coupled plasma atomic emission spectroscopy (ICP-AES), en anglais) | Rayons électromagnétiques surtout UV-Visible émis |
| Spectroscopie d’émission atomique    | Spectroscopie d'émission de rayons X (de)                                | X-ray emission spectroscopy (XES)      | Excitation par radiations d'électrons, pas d'atomisation                                         | | Rayons X émis                                     |
| Spectroscopie d’émission atomique    | Spectroscopie d'émission de rayons X induite par des particules chargées | Particle induced X-ray emission (PIXE) | Excitation par radiations de particules chargés (ions), pas d'atomisation                        | | Rayons X émis                                     |
| Spectroscopie d'émission moléculaire | Spectroscopie d'émission moléculaire                                     | Molecular emission spectroscopy        | Excitation thermique, électrique ou par une source d'ondes électromagnétiques, pas d'atomisation | Rarement utilisée pour caractériser les molécules | Rayons électromagnétiques surtout infrarouge émis |